# Жан Жорес
Жан Жорес (на френски: Auguste Marie Joseph Jean Léon Jaurès) е френски философ, историк и преподавател, деец на френското и международното социалистическо движение, борец против колониализма, милитаризма и войната.

## Биография

### Произход и младежки години (1859 – 1885)
Роден е на 3 септември 1859 г. в град Кастр, департамент Тарн, Лангедок, в семейството на дребен търговец. През 1878 – 1881 г. следва в Париж в Педагогическия институт на Екол нормал, откъдето излиза с научната степен агреже (agrégé; за преподавател в лицеи и вузове) по философия. Преподава философия в лицея в град Алби (1881 – 1883), после е професор в Тулузкия университет (1883 – 1885).

### Участие в политиката (1885 – 1914)
Отначало е защитник на идеалистическата философия и радикал. Впоследствие преминава наляво, към марксисткото разбиране за историята, но го приема не изцяло, а с много уговорки, като непрекъснато се опитва да го съчетае с идеализма.
Депутат е в парламента през периодите 1885 – 1889 и 1892 – 1898 г. и от 1902 г. Проявява се като талантлив оратор и инициатор на множество реформи, но неизменно се придържа, както многократно е подчертавал, към едно-единствено направление – социалистическото.
Жорес продължава политическата си дейност и извън парламентарната зала. През 1890 г. е избран за общински съветник в Тулуза и е назначен за заместник-кмет по образованието. Благодарение на неговите усилия в местния университет е открит медицински факултет.
През 1893 г. е избран за водач на социалистическата партия, по-точно на множеството съществуващи тогава социалистически партии, между които е имало значителни разногласия. Като лидер си поставя амбициозната задача да обедини всички социалистически партии и течения и да ги насочи като обща сила срещу съществуващия обществено-икономически строй.
През 1897 г. се застъпва убедено в защита на Алфред Драйфус, на чиято страна по онова време са Емил Зола и Жорж Клемансо, и прави немалко за неговата реабилитация. През 1898 г., ставайки съиздател и директор на печатния орган на социалистите „Петит Репюблик“ („Малка република“), публикува множество доказателства по делото Драйфус.
В началото на 1899 г. успява да постигне сливане на всички френски социалистически партии в обща федеративна партия, но това все още е само началото. През 1904 г. основава вестник „Юманите“ (L’Humanité), наредил се благодарение на неговите усилия сред най-успешните и влиятелни леви вестници, считан днес за орган на Френската комунистическа партия.
През 1906 г. надига своя глас срещу френската колониална експанзия в Мароко. Остро критикува правителствата на Жорж Клемансо и Аристид Бриан за политиката им за потискане и ограничаване на работническото движение.
Убеден пацифист, той се включва активно (1905 – 1914) в борбата за предотвратяване на нова война, чиито повеи вече се усещат в началото на века. Обръща се с многочислени призиви към правителството да постигне споразумение с Германия. През 1911 г. взема дейно участие в Базелския антивоенен конгрес. Оглавява кампанията срещу закона на президента Реймон Поанкаре за задължителната тригодишна военна служба, в рамките на която организира в Париж огромен антивоенен митинг през 1913 г.
Многобройната социалистическа група във френския парламент през юни 1914 г. гласува против предоставянето на правителството на огромен военен заем. Жорес многократно отхвърля всички предложения на президента Поанкаре да влезе в правителството и по този начин да съдейства за единството на нацията пред лицето на германската опасност. На 25 юли 1914 г. в речта си в Лион, превърнала се в своеобразно политическо завещание, призовава към съвместни антивоенни акции на пролетариата от всички европейски страни.

### Убийство (1914)
В периода на ескалиране на националистическата истерия пред самото начало на войната Жан Жорес е застрелян в парижко кафене на 31 юли 1914 г. от френския националист Раул Вилен. Скоро след това във Франция е обявена мобилизация. Самият политик сякаш е предусещал своята съдба. Малко преди убийството той пише:
| „ | Не ще минат и шест месеца и ще започне война. Аз самият получавам толкова писма със заплахи, че няма да се учудя, ако се окажа нейната първа жертва. Прощавам на този, който ще ме убие. Но виновни ще са тези, които му дадат оръжие. Надявам се само да не ми се наложи дълго да се мъча… | “ |

Неговият убиец Раул Вилен прекарва цялата война в затвора. През 1919 г. обаче отново е изправен пред съда и е оправдан с мотива, че убийството на яростен противник на войната представлява сериозен принос за военната победа на Франция. Вилен се заселва на о. Ибиса, но по време на Испанската гражданска война е убит от републиканците по подозрение в шпионаж.

## Принос към историята
Освен цялата останала дейност като парламентарист, политически лидер, публицист и оратор, Жан Жорес подхваща огромно по обем колективно начинание – „Социалистическа история“ (Histoire socialiste), замислена да излезе в 10 тома. Първите 4 тома принадлежат изцяло на неговото перо. В нея той се проявява като ярък привърженик на материалистическата школа в историята. Сред основните ѝ недостатъци са многочислените риторични отстъпления.

## Произведения
- De la réalité du monde sensible (първа дисертация, 1892)
- Les Origines du socialisme allemand (втора дисертация, 1892)
- Les Preuves, 1898 (за аферата „Драйфус“)
- Études socialistes
- Vers la république sociale
- Предговор към L'Application du système collectiviste de Lucien Deslinières, 1898
- Les Deux Méthodes, 1900
- Histoire socialiste de la Révolution française, 1901-1908
- Comment se réalisera le socialisme?, 1901
- Le Discours à la jeunesse, 1903
- Maudite soit la guerre, 1903
- Notre but, 1904
- La Révolution russe, 1905
- La guerre franco-allemande 1870-1871, 1907
- L'Alliance des peuples
- Discours en Amérique latine, 1911
- L'Armée nouvelle, 1910
- Conflit élargi, 1912
- „Les Idées politiques et sociales de Jean-Jacques Rousseau“, статия, отпечатана в Revue de métaphysique et de morale, mai-juin 1912
- Discours de Vaise, 1914

## Памет
След убийството на Жорес в Париж е издигнат негов паметник. Прахът му е пренесен във Пантеона в Париж през 1924 г.
Името на Жан Жорес става символ на пацифизма и отхвърлянето на човекоубийствените войни. Много улици в градове на Франция приемат след Първата световна война неговото име, а по-късно техният пример е последван от други градове по целия свят.